# 나우루의 대통령
나우루의 대통령은 국회의원 중에서 선출되며, 국가원수이자 나우루의 정부수반이다. 나우루의 단원제 의회는 19명의 의원으로 구성되며, 임기는 3년이다. 나우루 정치에서 정당은 미미한 역할만 할 뿐이며, 대통령직도 불안정한 시기가 종종 있었다. 소수의 개인들 사이에서 충성심이 바뀌면 대통령직 자체를 포함하여 당시 정부 구성이 자주 바뀔 수 있다.